# Напад НОВЈ на Власеницу јуна 1942.
Група источнобосанских ударних батаљона (Касније: Шеста пролетерска источнобосанска НОУ бригада) и Бирчански Народноослободилачки партизански и добровољачки одред извршили су 15. јунa 1942. неуспео напад на Власеницу. Десна колона је заузела упориште Хан Поглед и разбила чету усташа, али је, због неуспеха средње колоне да потпуно сломи спољну одбрану града и због колебања Залуковичког добровољачког батаљона код леве колоне, напад обуставила. Истовремено су се из Хан Пијеска, после оштре борбе на Плочи, у град пробиле по једна чета из немачке 718. пешадијске дивизије и домобранског 8. пешадијског пука са нешто усташа. У борби на Орловачи је погинуо командир чете 2. ударног источнобосанског батаљона Лазо Стојановић Лазић, народни херој.

## План напада
Власеница је по административној подели у Краљевини Југославији била среско седиште, а 1942. била је важно усташко упориште, у коме се налазила посада од око једне бојне (батаљона) усташа — Црне легије (500 људи). На Хан Погледу (на путу између Власенице и Хан Пијеска) била је једна сатнија (чета) усташа, и у Милићима такође једна чета.
Хан Поглед, кључно непријатељско упориште у спољној одбрани Власенице и веза између ње и Хан Пијеска, налази се у средини шуме, тако да је нападач могао постићи изненађење. десна колона — 1 батаљон (Романијски) и Браиначки батаљон Бирчанског одреда — нападала је на Хан Поглед. Средња колона — 2. и 3. батаљон Групе ударних батаљона и остатак Бирчанског одреда — нападала је на само мјесто. 2 батаљон и чета Бирчанског одреда нападали су на Кик, „Висевац и Орловачу, а остале снаге вршиле су директан напад на Власеницу. Лева колона — чета 3. батаљона н Залуковачки добровољачки батаљон — нападала је на Милиће.

## Ток напада
Напад је почео 15. јуна у 4 часа ујутру. Десна колона, под заштитом мрака, неопажено се привукла кроз шуму усташким положајима на Хан Погледу. Изненада, борци су ускочили у усташке ровове и, после краће борбе, растерали и делом уништили усташку посаду. По извршеном задатку постављена је заседа према Хан Пијеску, која је већ у раним јутарњим часовима одбила напад Немаца и усташа са неколико танкета, који су из Сокоца и Хан Пијеска пошли у помоћ опкољеној посади у Власеници.
Средња колона је у почетку имала успеха. Препадом је заузела Кик (кота 904) и наставила напад према Висевцу (положај изнад саме јужне ивице места), који није успео. Борба за Висевац отегла се све до 10 часова пре подне. Колону је напала авијација и прилично растројила њен напад. Орловача такође није заузета. Батаљон који је нападао са севера на саму Власеницу подишао је првим кућама, али су усташе, охрабрене због тога што су одржали Висевац и Орловачу, извршиле противнапад и приморале батаљон да повлачење. Лева колона није испољила значајнију активност. У добровољачком батаљону дошло је до колебања и расула, а чета ударног батаљона била је сувише малобројна да би се осетило њено дејство.
Око 10 часова пре подне, штаб групе оценио је да даљи напад нема изгледа на успех и наредио је повлачење.